# Hlasivky
Hlasivky jsou párový orgán v hrtanu umožňující vznik hlasu. Strukturu hlasivky tvoří hlasivkový sval, hlasový vaz a sliznice. Hlasivky jsou vepředu přichyceny ke štítné chrupavce a vzadu k hlasivkové (arytenoidní) chrupavce. Vzduch, který při výdechu prochází hlasivkovou štěrbinou, může rozechvívat napjaté hlasivky, čímž vzniká hlas.
Lékařský obor zabývající se zdravím hlasivek a hlasu se nazývá foniatrie, jazykovědný obor zabývající se vlivem hlasivek na tvorbu hlasu se nazývá fonetika.

## Uložení
Při pohledu z ústní dutiny jsou hlasivky vidět hned za hrtanovou příklopkou, která při polykání chrání vstup do hrtanu. Hlasivky se napínají mezi hlasivkovým výběžkem arytenoidní chrupavky a zadním okrajem štítné chrupavky.

## Popis
Hlasivky jsou velice pružné – hlasový vaz, což je vlastně zesílená fibroelastická membrána hrtanu, je z elastických vláken a hlasivkový výběžek je tvořen elastickou chrupavkou. Hlasový vaz slouží jako opora měkčí sliznice. Přirozené napětí vazů pak může být ovlivňováno vůlí – ke každému hlasivkovému vazu přiléhá příčně pruhovaný hlasivkový sval (musculus vocalis).
Mezi vazy se nachází hlasivková štěrbina neboli glottis (lat. rima glottidis), která má při dýchání tvar protáhlého, rovnoramenného trojúhelníku – při fonaci však napětí svalů způsobí, že se k sobě hlasivky po celé délce přiblíží.

## Jazykověda
Hlasivkami se zabývá fonetika, věda o způsobu artikulace, tedy zvukové stránce řeči a zejména způsobu tvorby hlásek. Vibrující hlasivková štěrbina (glottis) se podílí na artikulaci samohlásek a znělých souhlásek. Například v češtině výslovnost znělého ZZZ rozvibruje hlasivky, ale jeho neznělý protějšek SSS ponechává štěrbinu v klidu. Hlasivková štěrbina může také být přímo místem artikulace (neznělých) glotálních souhlásek, v češtině výslovnost písmene H a tzv. ráz (k oknu [kʔoknu] vs [koknu]).
Znělé souhlásky i samohlásky mohou v některých případech svou znělost (vibrační účast hlasivek) ztratit. Systematickým vyřazením znělosti je šeptání.